# Колин Шкотски
Колин Шкотски (гелски Cuilén mac Illuilb, владао 967-971) је био краљ Шкотске из династије Алпин. Био је син шкотског краља Индулфа.

## Историја
Рођен је као Колин Мекиндулф (дословно Колин, син Индулфов), као син шкотског краља Индулфа (954-962). У тек формираној шкотској краљевини (све до Малколма III) власт није преносила по наслеђу, већ избором међу члановима краљевске породице од стране водећих великаша, заснованим углавном на ратничким заслугама и популарности кандидата. Тако је краља Индулфа наследио рођак Даф Шкотски (962-967). Даф је дошао на власт тек 967, после смрти претходног краља. У то време Шкотска (краљевина Алба) обухватала је само краљевство Пикта (северну Шкотску) и Далријаду (данашњи Аргајл), састављене од већег броја полунезависних кланова - родовских заједница са сопственим поглавицама на челу. Мало краљевство било је са свих страна окружено независним, најчешће непријатељским државама. На северу и западу били су Данци (Викинзи) са Оркнија и Ирске, док су се на југу налазили Брити из Стратклајда и краљевство Нортамбрија, која је пала под власт Енглеза из Весекса, који су постепено ширили своју државу на север. У таквој ситуацији политичка нестабилност била је велика, а ратови непрестани. Краљ Колин погинуо је 971. године у борби против Брита из Стратклајда и сахрањен је у манастиру Јона. Наследио га је рођак, Кенет II Шкотски.

## Породично стабло
|  |                  |  |  |  |  |  |  |  |  |  |  |  |  |  |  |  |
|  | 2. Индулф        |  |  |  |  |  |  |  |  |  |  |  |  |  |  |  |
|  |                  |  |  |  |  |  |  |  |  |  |  |  |  |  |  |  |
|  |                  |  |  |  |  |  |  |  |  |  |  |  |  |  |  |  |
|  | 1. Колин Шкотски |  |  |  |  |  |  |  |  |  |  |  |  |  |  |  |
|  |                  |  |  |  |  |  |  |  |  |  |  |  |  |  |  |  |
|  |                  |  |  |  |  |  |  |  |  |  |  |  |  |  |  |  |
|  | 3.               |  |  |  |  |  |  |  |  |  |  |  |  |  |  |  |
|  |                  |  |  |  |  |  |  |  |  |  |  |  |  |  |  |  |
|  |                  |  |  |  |  |  |  |  |  |  |  |  |  |  |  |  |